# Саркобатус
Саркоба́тус (лат. Sarcobatus) — род цветковых растений, выделяемый в самостоятельное семейство Sarcobataceae порядка Гвоздичноцветные (Caryophyllales). Содержит 2 вида.

## Этимология названия

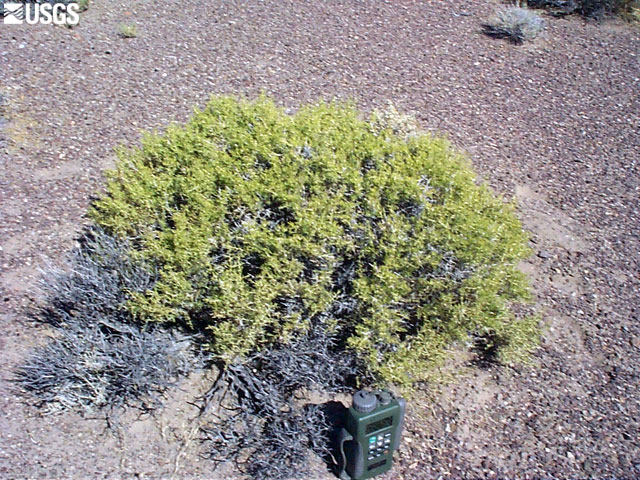
Sarcobatus baileyi

Название Sarcobatus образовано от греческих слов sarko — плоть и batos — колючий кустарник, что указывает на его колючие ветки и суккулентные листья. 

## Ботаническое описание
Растения Sarcobatus представляют собой лиственные кустарники 0,5-3 м высотой с колючими ветками и суккулентными листьями 10-40 мм длиной и 1-2 шириной. Листья зелёные, в отличие от серо-зелёных листьев кустарников, произрастающих в тех же местах. Цветки однополые, цветение длится с июня по август. Размножение семенное и боковыми отводками. Небольшие зелёные или жёлто-коричневые плоды имеют крыловидные придатки. В плодах содержатся маленькие коричневые семена.

## Ареал

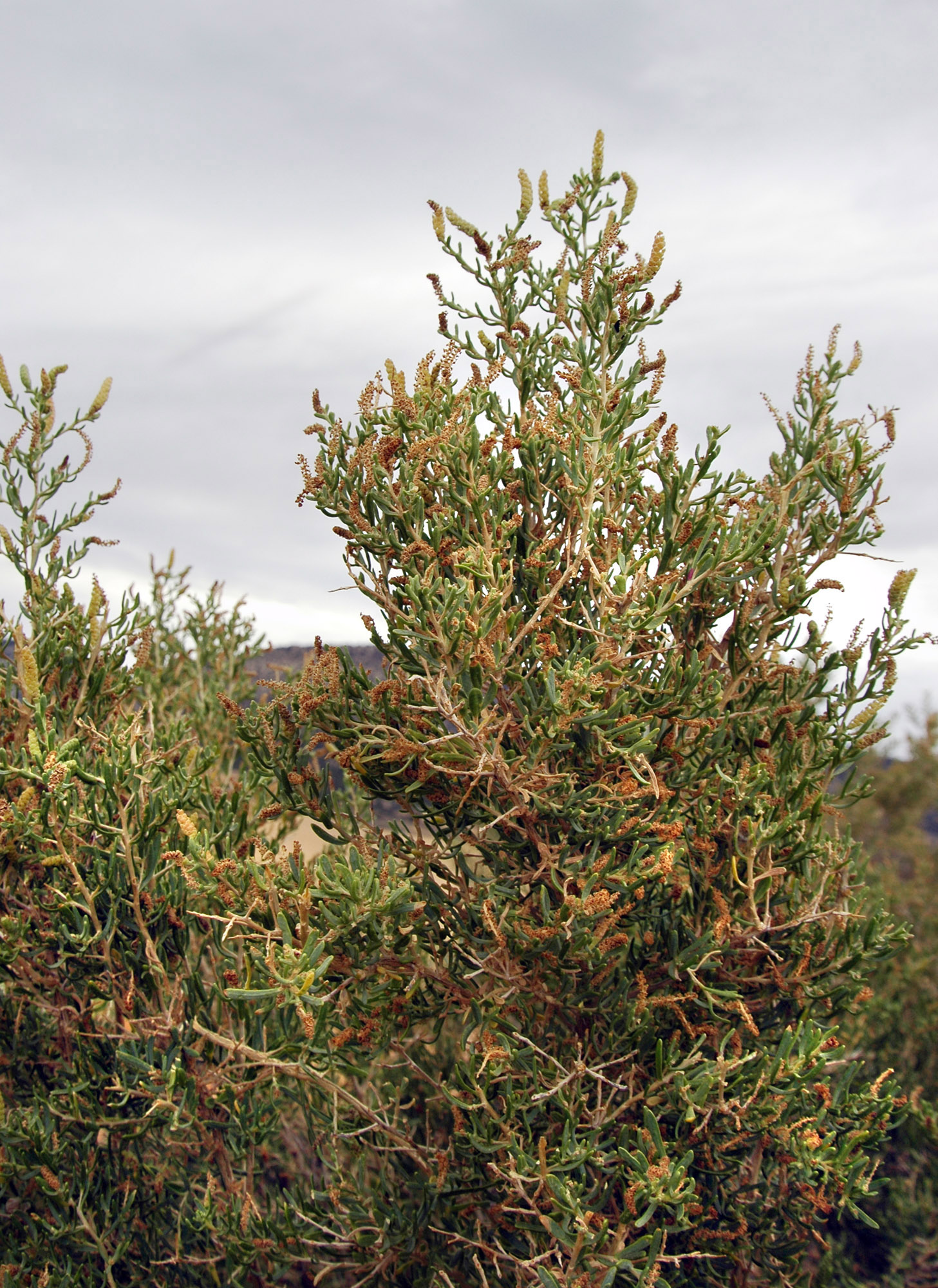
Sarcobatus vermiculatus

Sarcobatus произрастает на западе Северной Америки, от юго-востока Британской Колумбии и юго-запада региона Альберта на юге Канады, в самых засушливых регионах США (к востоку от Северной Дакоты и запада Техаса, к западу до центра штата Вашингтон и восточной Калифорнии) до северной Мексики (регион Коауила).

## Места обитания
Sarcobatus — галофит, и обычно произрастает на сухих плоских участках полей вокруг пересохших озёр и сухих русел ручьёв. В чересчур солёных местах он заменяется растениями вида Allenrolfea occidentalis. Он также часто растёт на почти чистых обширных дождевых местах пустынь. Он не произрастает исключительно в сильно засоленных областях, но часто встречается на мелкозернистых почвах с относительно высоким уровнем грунтовых вод.

## Значение
Хотя Sarcobatus может быть пастбищным растением для приспособленных к этому животных, выпас на таких пастбищах овец и крупного рогатого скота может привести к отравлению солями щавелевой кислоты из-за почечной недостаточности[прояснить]. Наиболее опасными в этом отношении являются оксалат калия и оксалат натрия. Овцы являются наиболее уязвимыми. Sarcobatus использовался индейцами и первыми поселенцами в качестве дров. Его древесина жёлтая, очень твёрдая и прочная.

## Систематическое положение
Традиционно Sarcobatus относили к семейству маревые (Chenopodiaceae), однако система APG III выделяет его в самостоятельное семейство Sarcobataceae. 

## Виды
Род Sarcobatus содержит 2 вида:
- Sarcobatus baileyi Coville (син. Sarcobatus vermiculatus var. baileyi)
- Sarcobatus vermiculatus (Hook.) Torr.